# Conte di Eglinton
Conte di Eglinton è un titolo nel pari di Scozia. Nel 1859 Archibald Montgomerie, XIII conte di Eglinton, è stato anche creato Conte di Winton nella Paria del Regno Unito, che gli ha dato un posto automatico nella Camera dei lord, ed entrambe le contee sono state unite da allora. Altri titoli sono: Lord Montgomerie, barone Ardrossan e barone Seton e Tranent.
Il Conte di Eglinton è il capo del Clan Montgomery e la residenza ufficiale era a Eglinton, vicino a Irvine, in Scozia.

## Lord Montgomerie (1449)
- Alexander Montgomerie, I Lord Montgomerie (?-1470)
- Hugh Montgomerie, II Lord Montgomerie (1460-1545)

## Conti di Eglinton (1460) e Winton (1859)
- Hugh Montgomerie, I conte di Eglinton (1460-1545)
- Hugh Montgomerie, II conte di Eglinton (?-1546)
- Hugh Montgomerie, III conte di Eglinton (?-1585)
- Hugh Montgomerie, IV conte di Eglinton (1563-1586)
- Hugh Montgomerie, V conte di Eglinton (?-1612)
- Alexander Montgomerie, VI conte di Eglinton (?-1661)
- Hugh Montgomerie, VII conte di Eglinton (1613-1669)
- Alexander Montgomerie, VIII conte di Eglinton (?-1701)
- Alexander Montgomerie, IX conte di Eglinton (1660-1729)
- Alexander Montgomerie, X conte di Eglinton (1723-1769)
- Archibald Montgomerie, XI conte di Eglinton (1726-1796)
- Hugh Montgomerie, XII conte di Eglinton (1739-1819)
- Archibald Montgomerie, XIII conte di Eglinton, I conte di Winton (1812-1861)
- William Montgomerie, XIV conte di Eglinton, II conte di Winton (1841-1892)
- George Montgomerie, XV conte di Eglinton, III conte di Winton (1848-1919)
- Seton Montgomerie, XVI conte di Eglinton, IV conte di Winton (1880-1945)
- Archibald Montgomerie, XVII conte di Eglinton, V conte di Winton (1914-1966)
- George Montgomerie, XVIII conte di Eglinton, VI conte di Winton (1939-2018)
- Hugh Montgomerie, XIX conte di Eglinton, VII conte di Winton (1966)

L'erede alla Contea è Rhuridh Seton Archibald Montgomerie, Lord Montgomerie (2007), figlio del precedente.